# 屯門北
屯門北（英語：Tuen Mun North，代號L3）是香港屯門區議會下轄的選區，2023年設立，定為雙議席選區。

## 範圍
現時選區包括屯門的北部，屯門公路青田交匯處以北一帶，與其接壤的選區有屯門東、屯門西、元朗區議會的元朗鄉郊東、天水圍南及屏廈選區。
投票站設有十四個，分別位於香港紅卍字會屯門卍慈小學、良景社區中心、柏立基教育學院校友會何壽基學校、保良局志豪小學、建生社區會堂、屯門官立小學、東華三院邱子田紀念中學、紫田村村公所、鍾屋村僑所公立學校、藍地忠義堂、屯門新村村公所、圓玄學院陳國超興德小學、福亨村村公所、聖公會蒙恩小學。

## 沿革
2023年香港選舉改革將區議會所有單議席選區取消，屯門區定為三個雙議席選區，共選出六席民選議員。屯門北選區由原有單議席的新景、良景、田景、寶田、建生、兆康、欣田、屯門鄉郊、富泰、景峰選區合併而成。
2023年區議會選舉，估算人口有170,790人，選民有107,509人，吸引到三人參選。

## 歷屆議員
| 選區名稱 | 屆別           | 議員   | 政治聯繫 | 政治聯繫 | 議員   | 政治聯繫 | 政治聯繫 |
| -------- | -------------- | ------ | -------- | -------- | ------ | -------- | -------- |
| 屯門北   | 2024年－2027年 | 賴嘉汶 |          | 民建聯   | 蘇嘉雯 |          | 新民黨   |

## 歷屆選舉結果
| 政党   | 政党             | 候选人            | 票数   | %      | ± |
| ------ | ---------------- | ----------------- | ------ | ------ | - |
|        | 港九勞工社團聯會 | ①. 陳萬聯應       | 6,475  | 22.54% |   |
|        | 民建聯           | ②. 賴嘉汶         | 14,707 | 51.19% |   |
|        | 新民黨           | ③. 蘇嘉雯（阿蘇） | 7,550  | 26.28% |   |
| 多数票 | 多数票           | 多数票            | 1,075  | 3.74%  |   |

## 資料來源
1. ↑   (PDF).   [2023年8月23日]. （原始内容 (PDF)存档于2023年10月20日） （繁体中文）.
2. ↑   (PDF).   [2023年11月17日]. （原始内容 (PDF)存档于2023年12月20日）.
3. ↑   (PDF). 選舉管理委員會. 2023-07-11  [2023-08-23]. （原始内容存档 (PDF)于2023-10-14）.
4. ↑   (PDF).   [2023-11-19]. （原始内容存档 (PDF)于2023-11-16）.
5. ↑   (PDF).   [2023-08-23]. （原始内容存档 (PDF)于2023-10-20）.
6. ↑   (PDF).   [2023-11-17]. （原始内容存档 (PDF)于2023-12-02）.